# STS-53
Дискавери STS-53 — космический полёт МТКК «Дискавери» по программе «Спейс Шаттл». Осуществлен при поддержке US DOD. Запуск произошёл 2 декабря 1992 года из Космического центра Кеннеди во Флориде. STS-53 — последняя миссия шаттлов военного назначения.

## Экипаж
- Командир: Дейвид Уокер (3)[1]
- Пилот: Роберт Кабана (2)
- 1-й Специалист по программе полёта: Гайон Блуфорд (4)
- 2-й Специалист по программе полёта: Джеймс Восс (2)
- 3-й Специалист по программе полёта: Майкл Клиффорд (1)

## Цель полёта
Основная нагрузка засекречена, выводилась в целях министерства обороны США. Две дополнительные нагрузки незасекречены. Во время полёта проводилось 9 несекретных экспериментов.
В полете был запущен USA-89 (NSSDC ID 1992-086B), иногда также называемый «DoD-1». Данный спутник был вторым в серии коммуникационных спутников Satellite Data System-2 (SDS-2), первым был USA-40, запущенный в STS-28.
Дополнительной нагрузкой, установленной в Get Away Special (GAS) в грузовом отсеке были: Orbital Debris Radar Calibration Spheres (ODERACS-1) и комбинированный эксперимент Shuttle Glow Experiment/Cryogenic Heat Pipe Experiment (GCP).